# 이수자
이수자(李水子, 1927년~)는 작곡가 윤이상의 부인이다.

## 생애
경남여자고등학교를 졸업하고 이화여자대학교를 수료했다. 부산에서 국어 교사로 근무했으며, 윤이상과 결혼하여 1961년에 독일로 이주했다.
1967년 발생한 동백림 사건에 남편인 윤이상과 함께 연루되어 대한민국으로 연행되었다가 40여일 후 독일로 돌아갔다. 
2007년에 대한민국으로 와서 '2007 윤이상 페스티벌' 행사에 참석했다.
저서로 《내 남편 윤이상》이 있다.

## 참고 자료
- 윤성효 (2007년 9월 7일). “윤이상 부인 이수자 여사, 40년 만에 고국 밟는다 - 윤이상 탄생 90주년 기념행사 ... 오는 10일 입국해 23일간 머물러”. 오마이뉴스. 2008년 3월 15일에 확인함.